# Oenaunu
Oenaunu is een bestuurslaag in het regentschap Kupang van de provincie Oost-Nusa Tenggara, Indonesië. Oenaunu telt 849 inwoners (volkstelling 2010).